# Veturius sinuosus
Veturius sinuosus is een keversoort uit de familie Passalidae. De wetenschappelijke naam van de soort is voor het eerst geldig gepubliceerd in 1817 door Drapiez.